# Пам'ятки культурної спадщини Скала-Подільської громади
У статті наведений перелік об'єктів культурної спадщини Скала-Подільської громади Чортківського району Тернопільської области України.

## Пам'ятки археології
| №  | Назва                   | Дата                                                                                       | Адреса | Охоронний номер | Документ про взяття на облік |
| -- | ----------------------- | ------------------------------------------------------------------------------------------ | --- | --------------- | --- |
| 1  | Поселення Бережанка І   | трипільська культура (IV — кінець ІІІ тис. до н. е.);черняхівська культура ІІ-V с.         | с. Бережанка, урочище Мале Поле, на правому березі р. Збруч поблизу ГЕС                                                                 | 1935            | Рішення виконкому Тернопільської обласної ради від 14.07.1989 № 162 |
| 2  | Курган Бурдяківці І     | культура невизначена                                                                       | с. Бурдяківці, 2 км на південний схід від села, північніше кам'яного кар'єру                                                            | 1731            | Наказ управління культури обласної державної адміністрації від 27.01.2010 року № 16 |
| 3  | Поселення Бурдяківці ІІ | трипільська культура (IV-кінець ІІІ тис. до н.е.)                                          | с. Бурдяківці, 2 км на південь від села, на підвищеному мисі утвореному вигином лівого берега струмка                                   | 1913            | Наказ департаменту культури, релігій та національностей обласної державної адміністрації від 18.05.2015 № 61-од                                                                          |
| 4  | Поселення Гуштин І      | епоха бронзи – ранньозалізний вік (ІІ-І тис. до н.е.)                                      | с. Гуштин, південно-західні околиці села, з лівої сторони дороги                                                                        | 4458-Тр         | Наказ Департаменту культури, релігії та національностей Тернопільської обласної державної адміністрації від 15.05.2014 № 76-од, Наказ Міністерства культури України від 18.04.2017 № 323 |
| 5  | Поселення Гуштинка І    | бронзовий вік (кінець ІІІ-II тис. до н. е.); – ранній залізний вік (І тис. до н. е.)       | с. Гуштинка, урочище “Грабина”, на правому березі потічка, правої притоки р. Самець                                                     | 1981            | Наказ управління культури обласної державної адміністрації від 18.10.2005 № 112 |
| 6  | Поселення Гуштинка ІІ   | трипільська культура (IV-кінець ІІІ тис. до н.е.) ранній залізний вік (І тис. до н. е.)    | с. Гуштинка, урочище “Підгородище/Біля грушки” на правому березі р.Збруч, недалеко від села, на мисоподібному виступі, обмеженому ярами | 1982            | Наказ управління культури обласної державної адміністрації від 18.10.2005 № 112 |
| 7  | Поселення Збриж І       | трипільська культура (IV-кінець ІІІ тис. до н.е.)                                          | с. Збриж, південно-східні околиці села, на високому мисі правого берега Збруча і правого берега безіменного струмка                     | 1988            | Рішення виконкому Тернопільської обласної ради від 14.07.1989 № 162 |
| 8  | Поселення Іванків І     | трипільська культура (IV-кінець ІІІ тис. до н.е.); давньоруський час (ХІІ – ХІІІ ст.)      | с. Іванків, північно-західні околиці села, біля витоків струмка (лівий берег) на невеликому пологому мисі                               | 1997            | Наказ управління культури обласної державної адміністрації від 18.10.2005 № 112 |
| 9  | Поселення Іванків ІІ    | західноподільська група скіфського часу (друга половина VII – V (можливо IV) ст. до н. е.) | с. Іванків, північно-західні околиці села, біля хутора, на пологому лівому схилі балки                                                  | 1998            | Наказ управління культури обласної державної адміністрації від 18.10.2005 № 112 |
| 10 | Поселення Іванків ІІІ   | трипільська культура (IV-кінець ІІІ тис. до н.е.)                                          | с. Іванків, урочище Грабина | 1996            | Рішення виконкому Тернопільської обласної ради від 14.07.1989 № 162 |
| 11 | Курган Іванків IV       | Недатовано                                                                                 | с. Іванків, урочище “Грабина”, 3 км на південь від села, з лівої сторони від дороги на с.Турильче на плато під правим берегом р. Збруч  | 1329            | Наказ управління культури обласної державної адміністрації від 27.01.2010 № 16 |
| 12 | Поселення Трійця І      | голіградська культура (ХІ-VII ст. до н. е.)                                                | с Трійця, східна частина села, правий берег р. Збруч на невисокому мисі                                                                 | 2046            | Наказ управління культури обласної державної адміністрації від 18.10.2005 № 112 |
| 13 | Поселення Турильче ІІ   | черняхівська культура                                                                      | с. Турильче, 500 м на південний-захід від села, лівий берег ставу, на 1-2 надзаплавних терасах, південно-східного схилу мису            | 1633            | Наказ управління культури обласної державної адміністрації від 27.01.2010 № 16 |

## Пам'ятки архітектури
| №   | Назва                                         | Дата               | Адреса                                     | Охоронний номер | Документ про взяття на облік                          |
| --- | --------------------------------------------- | ------------------ | ------------------------------------------ | --------------- | ----------------------------------------------------- |
| 1.  | Костел Народження Пресвятої Богородиці (мур.) | 1870 р.            | с. Бурдяківці                              | 378             | рішення Тернопільського ОВК від 31.03.1992 р. № 30    |
| 2.  | Церква cв. Дмитрія                            | ХІХ ст.            | с. Вербівка                                | 410             | рішення Тернопільського ОВК від 31.03.1992 р. № 30    |
| 3.  | Церква cв. Симеона (дер.)                     | 1909 р.            | с. Дубівка                                 | 432             | рішення Тернопільського ОВК від 31.03.1992 р. № 30    |
| 4.  | Церква cв. Михаїла                            | 1709 р. (1861 р.)  | с. Залуччя                                 | 407             | рішення Тернопільського ОВК від 31.03.1992 р. № 30    |
| 5.  | Костел Святого Антонія Падуанського (мур.)    | 1906 р.            | с. Лосяч                                   | 391             | рішення Тернопільського ОВК від 31.03.1992 р. № 30    |
| 6.  | Костел (мур.)                                 | 1910 р.            | с. Нівра                                   | 396             | рішення Тернопільського ОВК від 31.03.1992 р. № 30    |
| 7.  | Церква Архістратига Михаїла (мур.)            | 1871 р.            | с. Нірва                                   | 406             | рішення Тернопільського ОВК від 31.03.1992 р. № 30    |
| 8.  | Церква cв. Антонія                            | 1895 р.            | с. Підпилип’я                              | 411             | рішення Тернопільського ОВК від 31.03.1992 р. № 30    |
| 9.  | Костел Апостолів Петра І Павла (мур.)         | 1871 р.            | с. Турильче                                | 394             | рішення Тернопільського ОВК від 31.03.1992 р. № 30    |
| 10. | Замок (руїни) (мур.):                         | 1518 р.-XVIII ст.  | смт Скала Подільська                       | 645/0           | постанова Ради Міністрів УРСР від 24.08.1963 р. № 970 |
| 11. | Замковий палац (мур.)                         | середина XVIII ст. | смт Скала Подільська                       | 645/1           | постанова Ради Міністрів УРСР від 24.08.1963 р. № 970 |
| 12. | Порохова башта (мур.)                         | XVI ст.            | смт Скала Подільська                       | 645/2           | постанова Ради Міністрів УРСР від 24.08.1963 р. № 970 |
| 13. | Парк                                          | ХІХ ст.            | смт Скала Подільська                       | 2129            | рішення Тернопільського ОВК від 31.03.1992 р. № 30    |
| 14. | Оранжерея (зміш.)                             | кінець ХІХ ст.     | смт Скала Подільська                       | 438             | рішення Тернопільського ОВК від 31.03.1992 р. № 30    |
| 15. | Будинок челяді (мур.)                         | кінець ХІХ ст.     | смт Скала Подільська                       | 436             | рішення Тернопільського ОВК від 31.03.1992 р. № 30    |
| 16. | Каплиця (мур.)                                | кінець ХІХ ст.     | смт Скала Подільська (на цвинтарі)         | 444             | рішення Тернопільського ОВК від 31.03.1992 р. № 30    |
| 17. | Вхідний павільйон (мур.)                      | кінець ХІХ ст.     | смт Скала Подільська вул. Грушевського     | 437             | рішення Тернопільського ОВК від 31.03.1992 р. № 30    |
| 18. | Костел Успіння Пресвятої Богородиці (мур.)    | 1719 р.            | смт Скала Подільська вул. Грушевського, 7  | 434/1           | рішення Тернопільського ОВК від 31.03.1992 р. № 30    |
| 19. | Оборонний мур костелу (мур.)                  | XVI- XVIII ст.     | смт Скала Подільська, вул. Грушевського, 7 | 434/2           | рішення Тернопільського ОВК від 31.03.1992 р. № 30    |
| 20. | Палац (мур.)                                  | ХІХ ст.            | смт Скала Подільська вул. Грушевського, 7  | 435             | рішення Тернопільського ОВК від 31.03.1992 р. № 30    |
| 21. | Польський народний дім (мур.)                 | 1913 р.            | смт Скала Подільська вул. Крушельницької   | 441             | рішення Тернопільського ОВК від 31.03.1992 р. № 30    |
| 22. | Каплиця (мур.)                                | кінець ХІХ ст.     | смт Скала Подільська вул. Крушельницької   | 443             | рішення Тернопільського ОВК від 31.03.1992 р. № 30    |
| 23. | Синагога (мур.)                               | ХІХ ст.            | смт Скала Подільська вул. Міцкевича        | 442             | рішення Тернопільського ОВК від 31.03.1992 р. № 30    |
| 24. | Житловий будинок (мур.)                       | кінець ХІХ ст.     | смт Скала Подільська вул. С. Стрільців, 11 | 439             | рішення Тернопільського ОВК від 31.03.1992 р. № 30    |
| 25. | Житловий будинок (мур.)                       | XVIII ст.          | смт Скала Подільська вул. С. Стрільців,15  | 440             | рішення Тернопільського ОВК від 31.03.1992 р. № 30    |
| 26. | Церква cв. Миколая (мур.)                     | 1882 р.            | смт Скала Подільська, вул. Грушевського    | 433             | рішення Тернопільського ОВК від 31.03.1992 р. № 30    |

## Пам'ятки історії
| № | Назва                                                                     | Дата    | Адреса                                                               | Охоронний номер | Документ про взяття на облік                                                                        |
| - | ------------------------------------------------------------------------- | ------- | -------------------------------------------------------------------- | --------------- | --------------------------------------------------------------------------------------------------- |
| 1 | Пам’ятний знак воїнам-землякам, які загинули в роки Другої світової війни | 1966 р. | с. Бурдяківці, центр                                                 | 83              | Рішення виконкому Тернопільської обласної ради від 22.03.1971 р. № 147                              |
| 2 | Пам’ятний знак воїнам-землякам, які загинули в роки Другої світової війни | 1968 р. | с. Залуччя                                                           | 112             | Рішення виконкому Тернопільської обласної ради від 22.03.1971 р. № 147                              |
| 3 | Пам’ятний знак «Борцям за волю України»                                   | 1925 р. | с. Залуччя, перед селом зліва. GPS (WGS84): N 48º44.566, Е 26º13.563 | 3310            | Наказ управління культури Тернопільської обласної державної адміністрації від 09.03.2017 р. № 34-од |
| 4 | Пам’ятний знак воїнам-землякам, які загинули в роки Другої світової війни | 1985 р. | с. Іванків, центр, роздоріжжя                                        | 1112            | Рішення виконкому Тернопільської обласної ради від 26.08.1986 р. № 250                              |
| 5 | Пам’ятний знак воїнам-землякам, які загинули в роки Другої світової війни | 1968 р. | с. Лосяч                                                             | 522             | Рішення виконкому Тернопільської обласної ради від 22.03.1971 р. № 147                              |
| 6 | Пам’ятний знак воїнам-землякам, які загинули в роки Другої світової війни | 1986 р. | с. Нивра                                                             | 212             | Рішення виконкому Тернопільської обласної ради від 22.03.1971 р. № 147                              |
| 7 | Пам’ятний знак воїнам-землякам, які загинули в роки Другої світової війни | 1974 р. | с. Турильче                                                          | 216             | Рішення виконкому Тернопільської обласної ради від 12.06.1978 р. № 286                              |
| 8 | Братська могила воїнів Радянської армії                                   | 1957 р. | смт Скала-Подільська                                                 | 92              | Рішення виконкому Тернопільської обласної ради від 22.03.1971 р. № 147                              |

## Пам'ятки монументального мистецтва
| № | Назва                                                                                               | Дата    | Адреса               | Охоронний номер | Документ про взяття на облік                                                                      |
| - | --------------------------------------------------------------------------------------------------- | ------- | -------------------- | --------------- | ------------------------------------------------------------------------------------------------- |
| 1 | Пам’ятний знак (хрест) до 50-річчя смерті поета, письменника, художника Шевченка Тараса Григоровича | 1911 р. | с. Бурдяківці        | 103             | Рішення виконкому Тернопільської обласної ради від 22.03.1971 р. № 147                            |
| 2 | Пам’ятник поету, письменнику, художнику Шевченку Тарасу Григоровичу                                 | 1964 р. | с. Бурдяківці        | 104             | Рішення виконкому Тернопільської обласної ради від 22.03.1971 р. № 147                            |
| 3 | Пам’ятник поету, письменнику, художнику Шевченку Тарасу Григоровичу                                 | 1991 р. | с. Лосяч             | 1312            | Наказ управління культури Тернопільської обласної державної адміністрації від 18.10.2005 р. № 112 |
| 4 | Пам’ятник державному і військовому діячу, гетьману України Хмельницькому Богдану                    | 1954 р. | смт Скала-Подільська | 116             | Рішення виконкому Тернопільської обласної ради від 22.03.1971 р. № 147                            |